# Falx

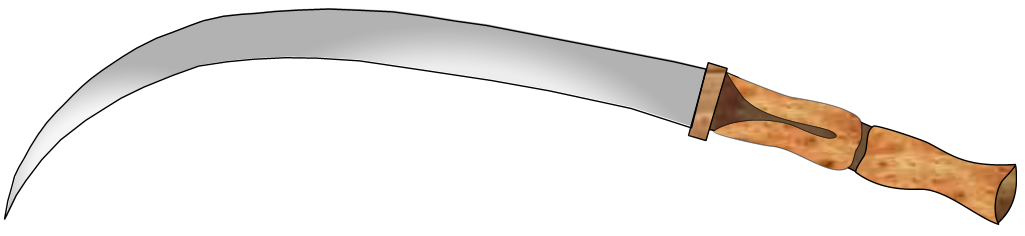
Un model de falx

Falxul este cuvântul latin pentru seceră, dar mai târziu a fost folosit pentru a desemna orice fel de instrumente care aveau o lama curbată și care erau ascuțite pe marginea interioară, ca la o coasă. Falxul a fost, de asemenea, utilizat ca armă, în special de traci și daci, și mai târziu a fost folosit de romani drept cârlig de asediu. Atât varianta mică, cât și cea pentru două mâini au provocat teroare asupra romanilor în timpul primei invazii romane, dacii câștigând războiul. La următoarea invazie, romanii au modificat căștile soldaților, care au fost întărite cu o bandă metalică transversală pentru a conferi o șansă mai mare de supraviețuire împotriva acestei arme.

## Falx Dacica

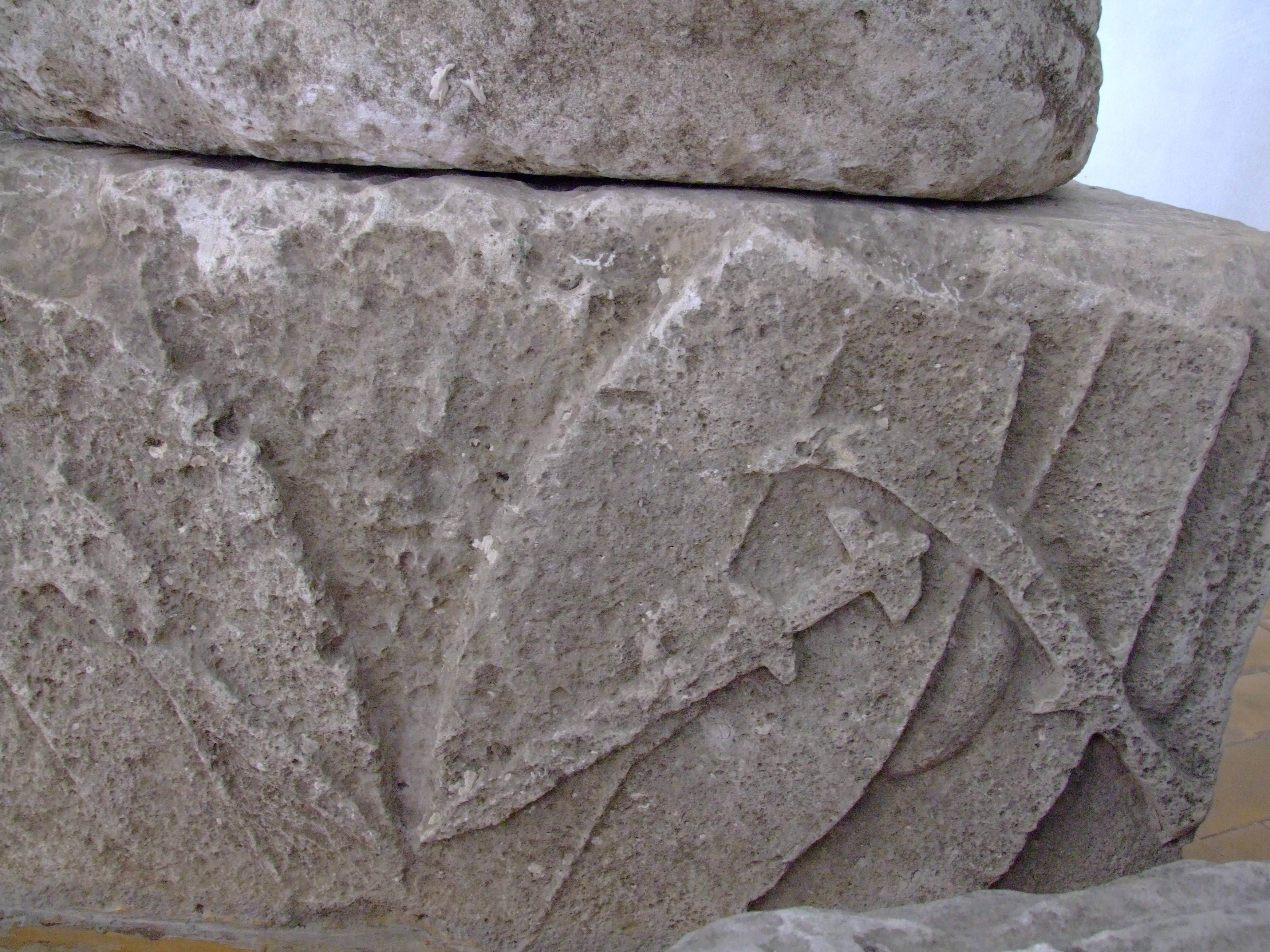
Detailiu al unui Falx de pe Tropaeum Traiani

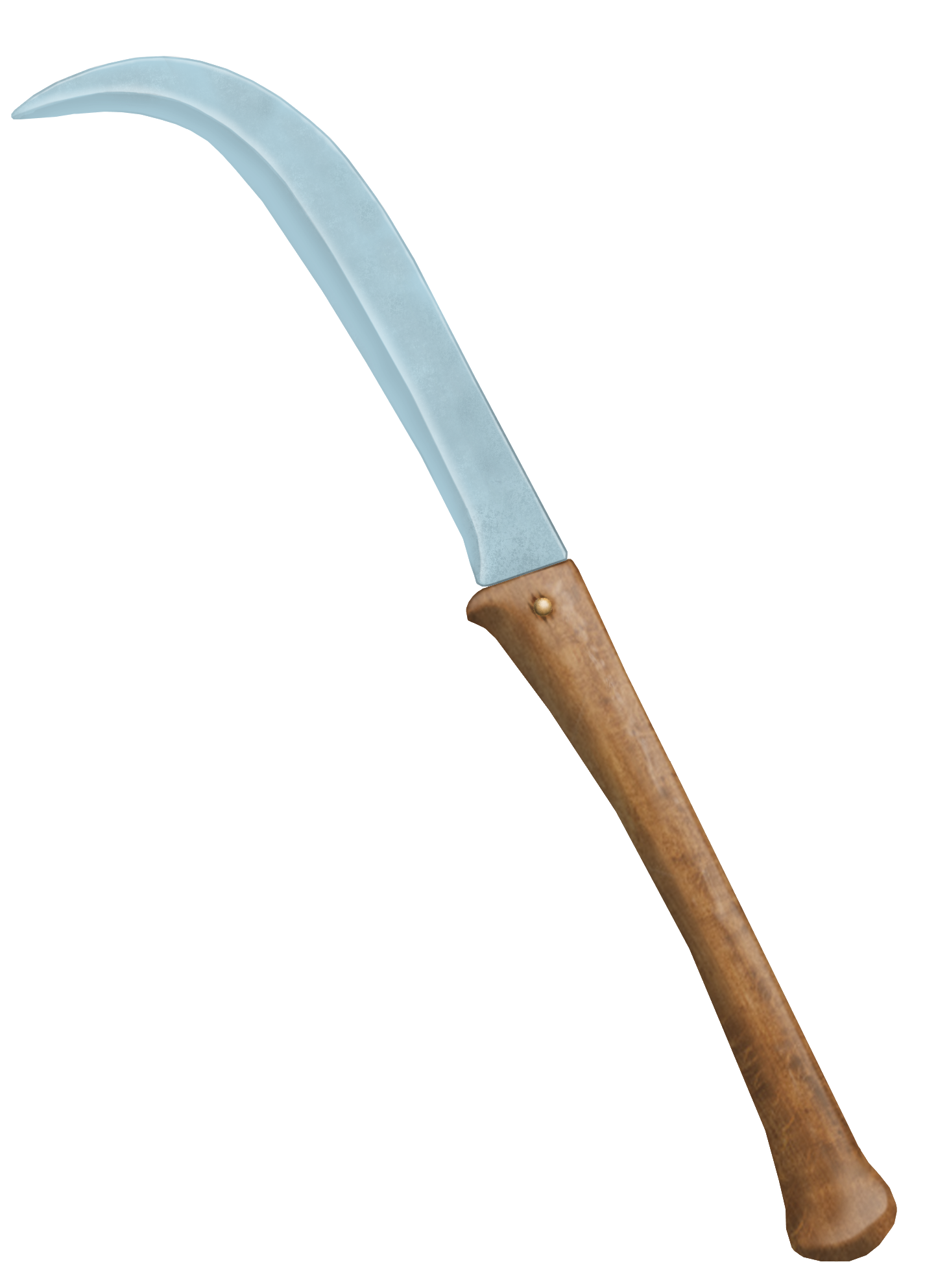
Alt model de falx

Falxul dacic (latină Falx Dacica) avea două versiuni: una mai scurtă, utilizată cu o singură mână și o alta mai lungă, utilizată cu ambele mâini. Varianta mai scurtă se numea sica („seceră” în limba dacă; Valerius Maximus, III, 2,12) și avea o lungime a lamei care varia de obicei în jurul valorii de 41 cm lungime, cu un mâner 1/3 mai mare decât lama. Falxul utilizat cu ambele mâini avea un mâner de lemn lung de aproape un 1 metru, cu o lamă lungă de fier curbată cu o lungime aproape egală cu cea a mânerului. Dovezile arheologice indică faptul că falxul utilizat cu o singură mână a fost, de asemenea, utilizat cu ambele mâini.
Pentru că lama armei era ascuțită doar pe interior, atacul cu o astfel de armă era devastator. Cu toate acestea, falxul utilizat cu ambele mâini lăsa utilizatorul său vulnerabil, deoarece, fiind o armă ce se mânuia cu ambele mâini, războinicul nu prea putea utiliza un scut. Însă, mânuit cu mare forță, falxul putea despica un coif sau un scut în două prin intermediul unei singure lovituri. În mod alternativ, putea fi folosit ca un cârlig de asediu. Falxul era foarte eficace și împotriva armurii inamicului.
Columna lui Traian din Roma prezintă arme dacice capturate ca trofee și include mai multe ilustrații ale falxului utilizat cu ambele mâini. Coloana în sine are o friză elicoidală care spune povestea războaielor dacice. Pe friză, aproape toți dacii au scuturi și, prin urmare, nu puteau utiliza un falx cu ambele mâini. Din păcate, arma din mâna dacilor care nu purtau scuturi nu poate fi determinată cu certitudine. Scenele de pe columna lui Traian arată, de asemenea, daci folosind falxuri de dimensiuni mai mici. 
Monumentul de la Adamclisi, construit de împăratul Traian pentru a comemora victoria romanilor care si-au pierdut viața în atacul dacic din Moesia, se crede că a fost construit de către soldații care au luptat acolo, așa că poate fi mai precis. Această coloană prezintă patru tipuri distincte de falx, în timp ce scenele de pe Columna lui Traian doar un singur tip care nu seamănă cu nici un falx de pe monumentul de la Adamclisi. Din această cauză, istoricii nu sunt siguri care reprezentare este corectă, dar a fost subliniat faptul că, în cazul în care falxurile de pe Columna lui Traian ar fi fost cele reale, atunci nu ar fi fost nevoie să se modifice armura romană.  Ambele coloane prezintă dacii fără nici o armură în afară de un scut, deși unii poartă căsti pe scenele de la Adamclisi. Unii istorici cred că armura nu a fost prezentată pentru a diferenția dacii de romani. Alte surse indică faptul că dacii de pe acest moment au fost supuși romanizării, folosind tactici de luptă romane, iar uneori purtau armură în stil roman. Este probabil că nobilii daci purtau armuri și, combinate cu falxuri, dacii ar fi fost o amenințare formidabilă.
În anul 2008, lângă DN 7, între Simeria și Orăștie, a fost instalat un monument care înfățișează Falx Dacica.
Falxul gigantic, de 3,5 metri înălțime, făcut din bronz și alamă, e așezat pe un soclu de 2,5 metri, din armătură cu fier beton, pe care stă scris că monumentul e ridicat în memoria lui "Decebalus".
A fost realizat pe cheltuiala Primăriei Orăștie și a costat 80.000 de lei.

### Eficacitate
La momentul războaielor dacice cercetătorii au estimat că doar zece la sută din războinicii iberici și galici aveau săbii, de obicei nobilii. În schimb dacii au avut resurse bogate de fier și erau pricepuți în metalurgie. Este clar că mulți daci aveau astfel de săbii, reducând foarte mult avantajul militar al Romei.
Marcus Cornelius Fronto a descris rănile mari pe care o le provocau falxurile, iar experiențele au arătat că cu o singură lovitură, falxul putea tăia armura soldaților romani. Aceste experiențe arată, de asemenea, că falxul a fost cel mai eficient atunci când lovea capul, umărul, piciorul și mai ales brațul drept armat, care era în general expusă. Un legionar roman care își pierdea brațul drept în urma tăierii lui de către un falx era un handicap serios pentru unitatea din care făcea parte.
Războaiele daco-romane au fost singurele cauze pentru care s-au adus modificări armurii romane, pentru a conferi soldaților romani șansa de supraviețuire împotriva acestei arme, și anume falxul.

## Falxul tracilor
Tracii au utilizat și ei falxul în jurul anilor 400 î.Hr.. Ei au mai folosit rhomphaia, care era o armă foarte asemănătoare cu un falx pentru două mâini, dar era mult mai puțin curbat.

## Evoluție
Falxul utilizat cu ambele mâini este în mod clar legat de arma rhomphaia. Rhomphaia era o armă ce se asemăna cu o halebardă medievală. 
În timpul războaielor daco-romane, producerea unor falxuri cu lamă curbată foarte lungă era destul de dificil de realizat. Acum se crede că falxul lung utilizat cu ambele mâini era folosit numai de cei mai buni războinici geto-daci.

## Galerie

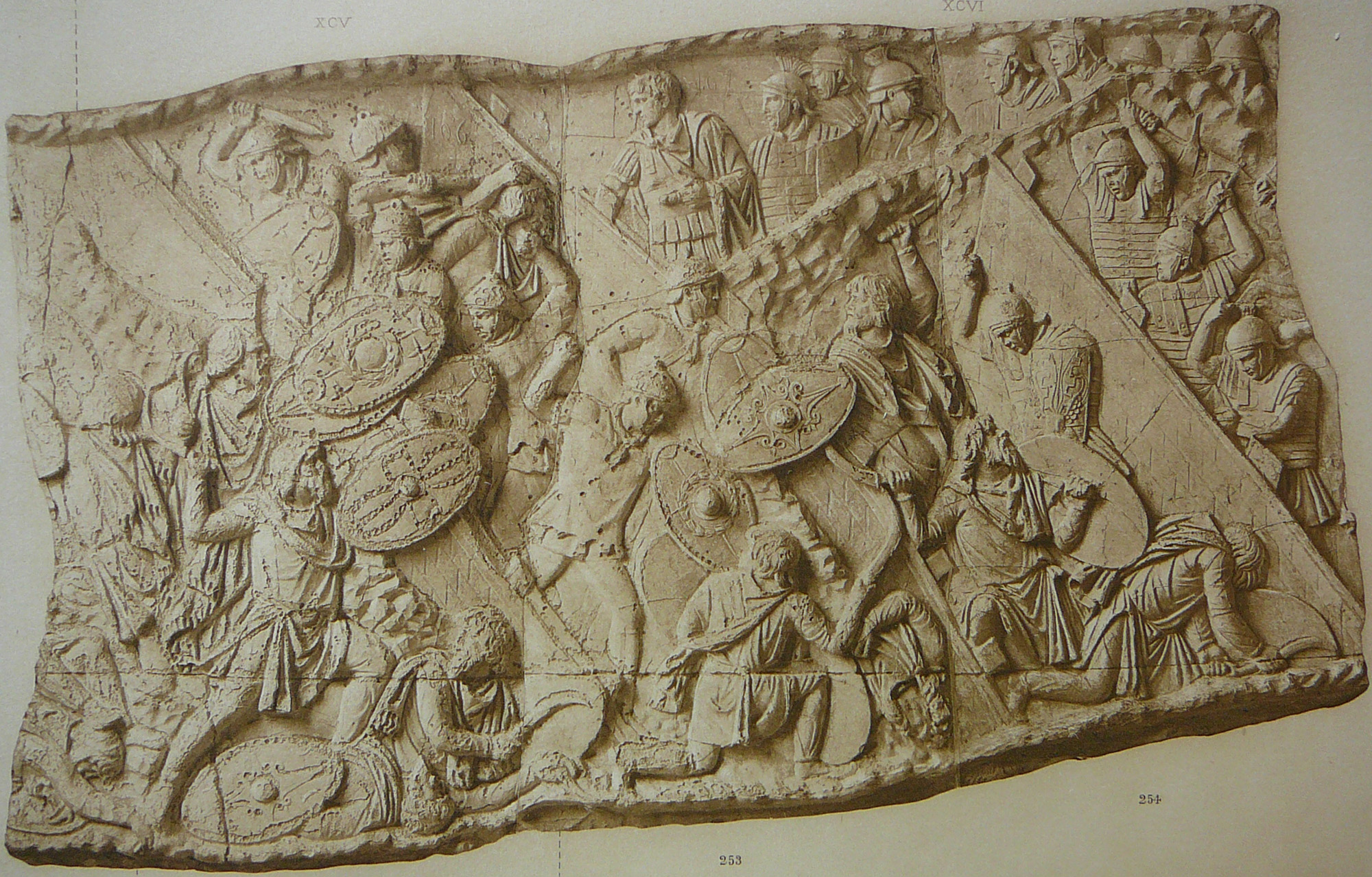
Falx în bătălie.
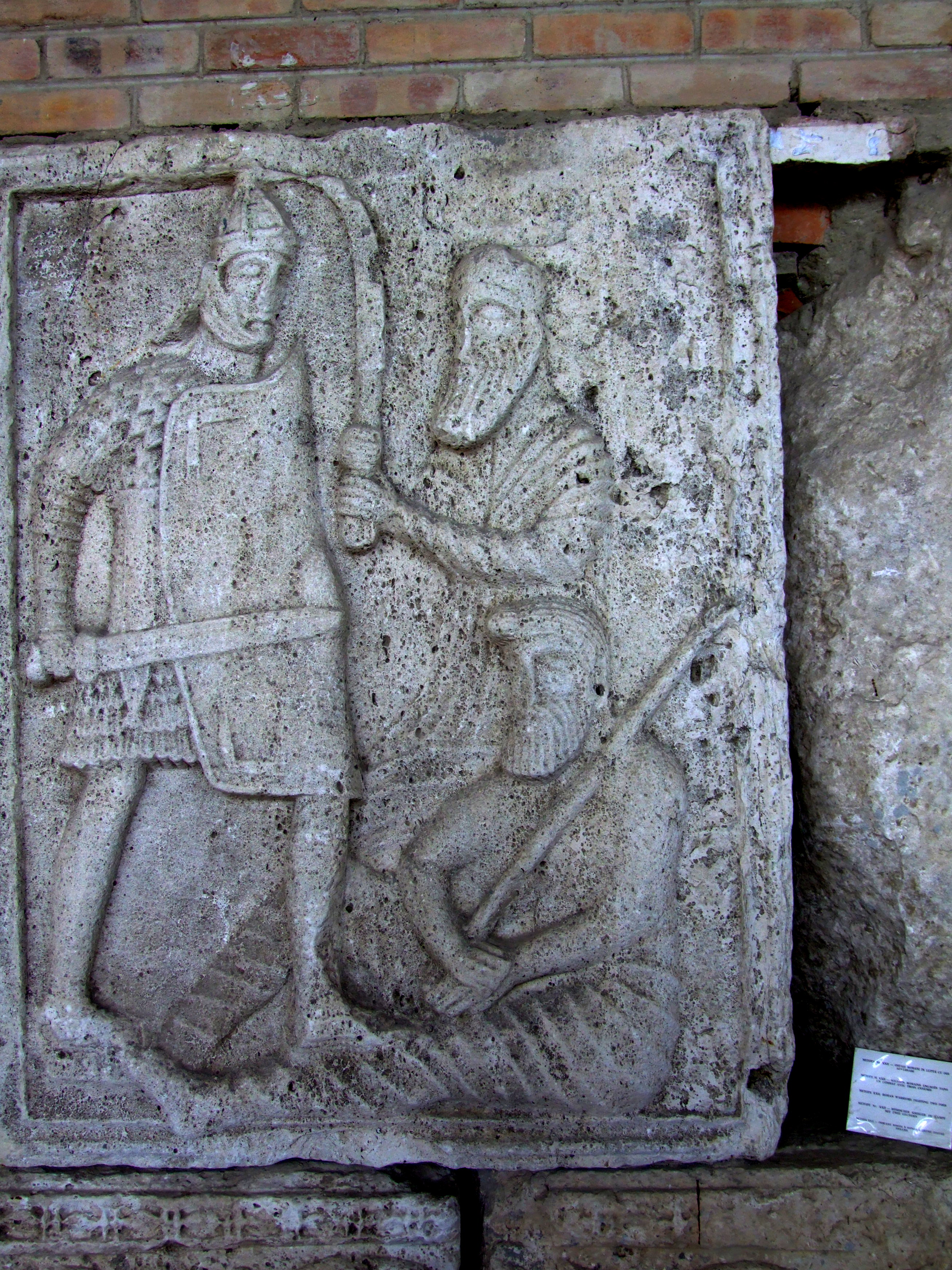
Basorelief de la Tropaeum Traiani reprezentând un falx / rhomphaia în luptă.
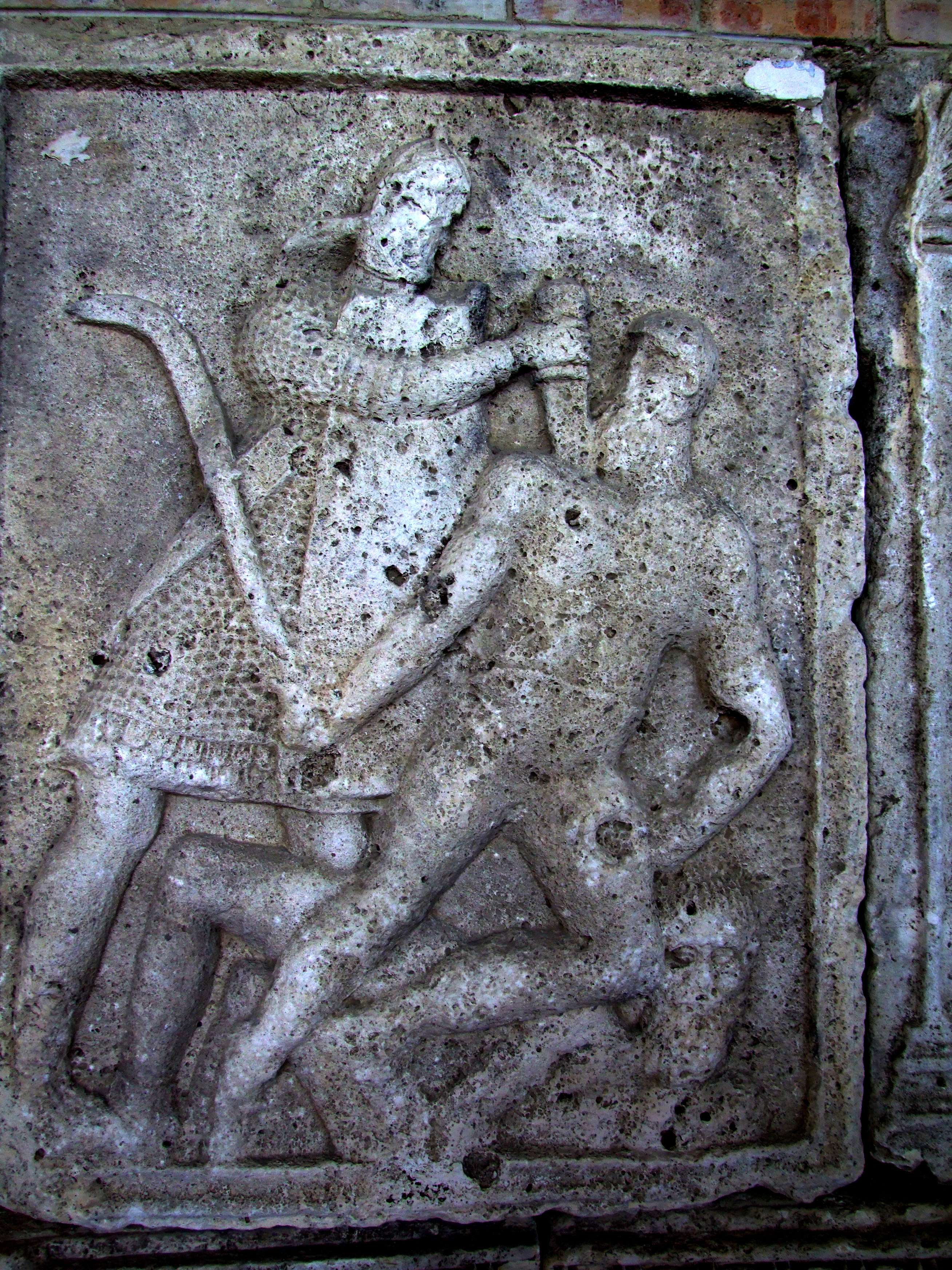
Basorelief de la Tropaeum Traiani reprezentând un falx / rhomphaia în luptă.
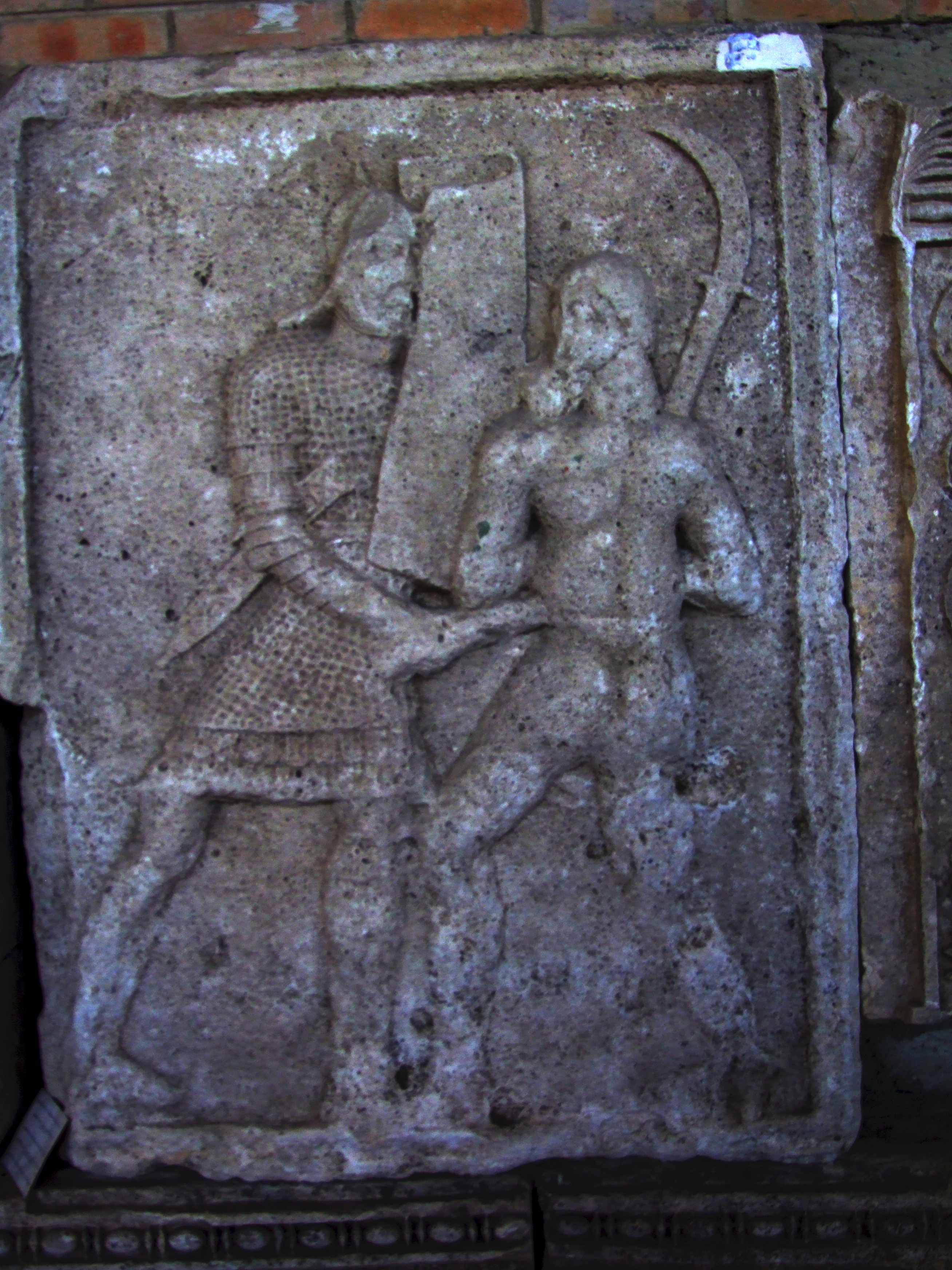
Basorelief de la Tropaeum Traiani reprezentând un falx / rhomphaia în luptă.
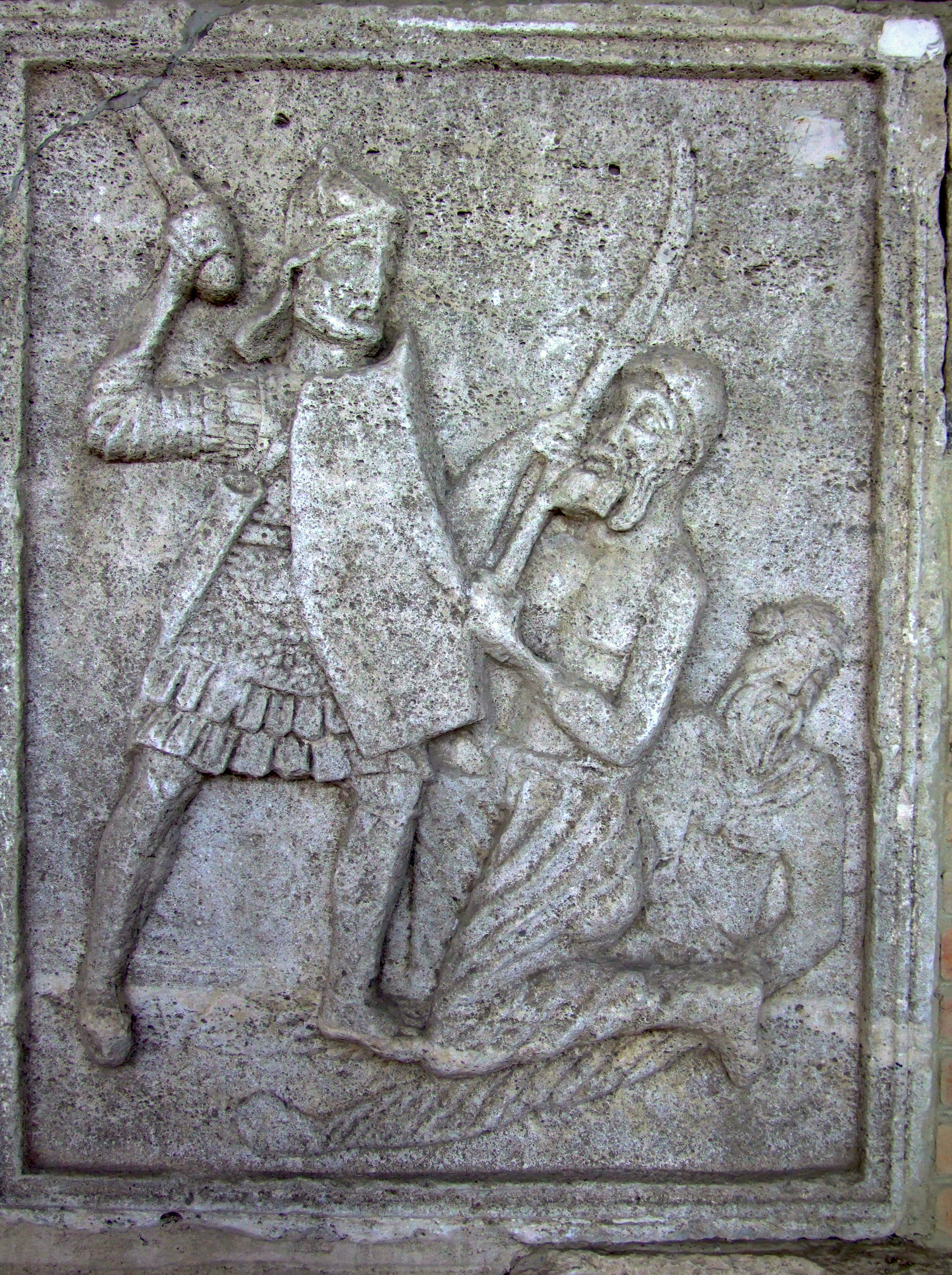
Basorelief de la Tropaeum Traiani reprezentând un falx / rhomphaia în luptă.
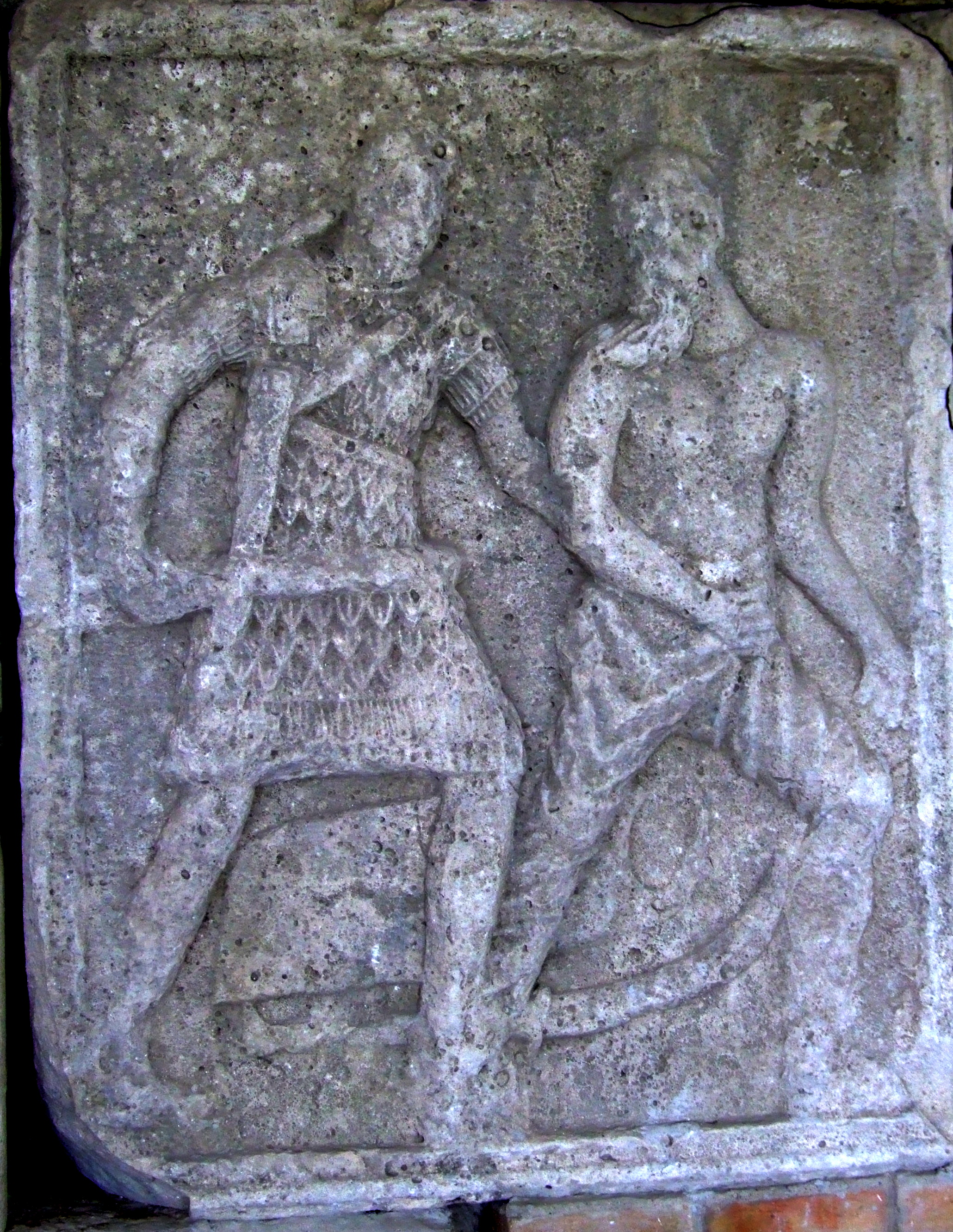
Basorelief de la Tropaeum Traiani reprezentând un falx / rhomphaia în luptă.
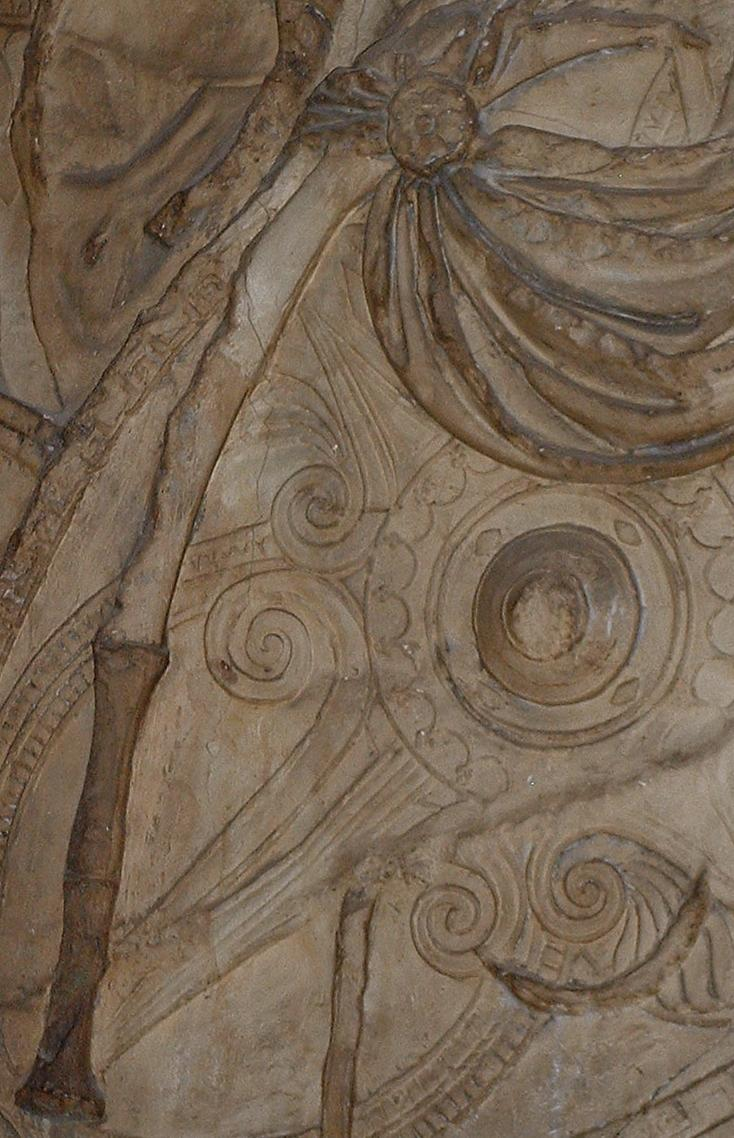
Falx ilustrat pe piedestalul Columnei lui Traian.
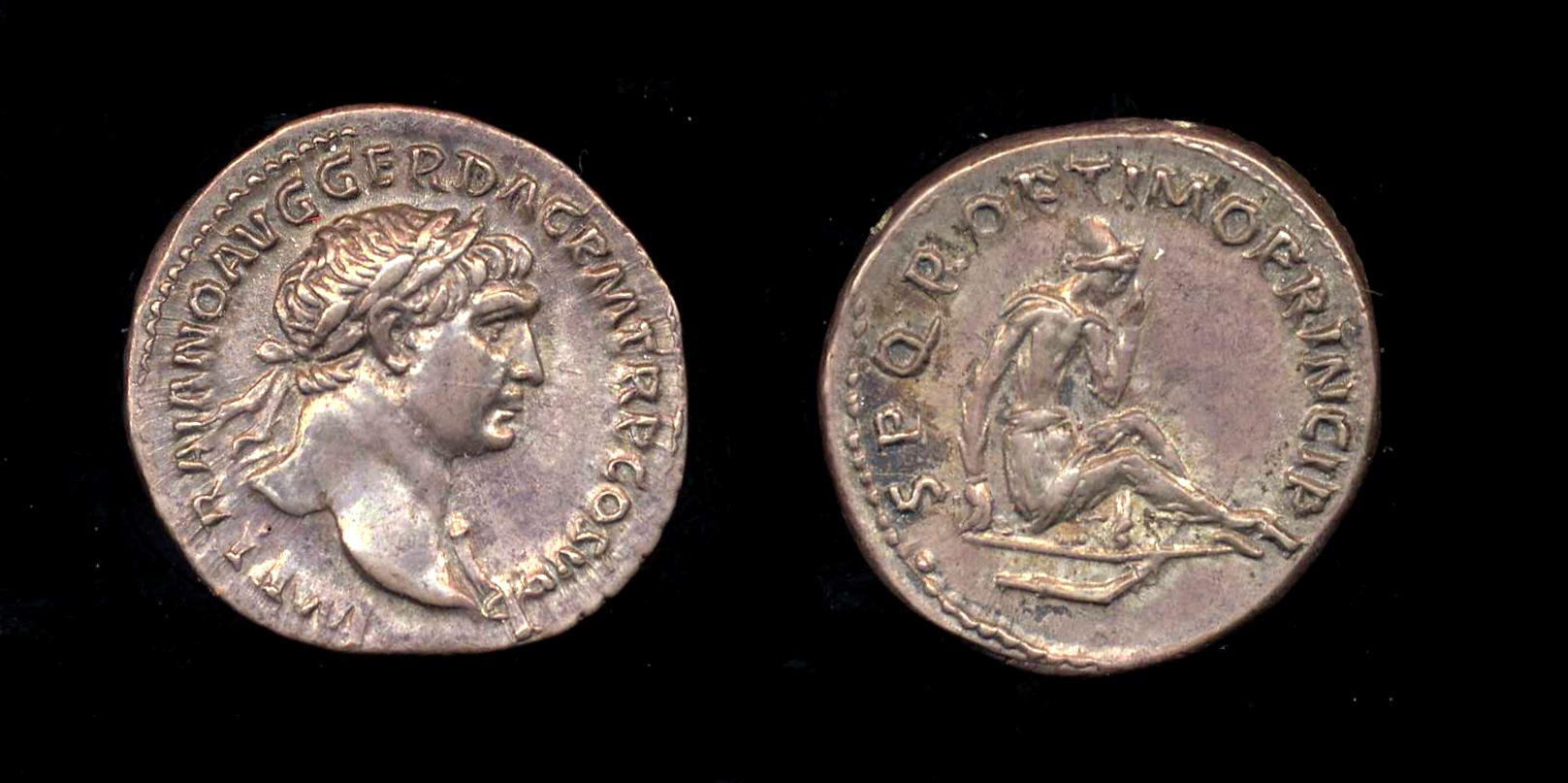
Denarul lui Traian de la 107 AD eliberat pentru a omagia cucerirea Daciei. Pe revers, un dac purtând o căciulă dacică, așezat pe scut în semn de doliu, cu falxul de dedesubt.
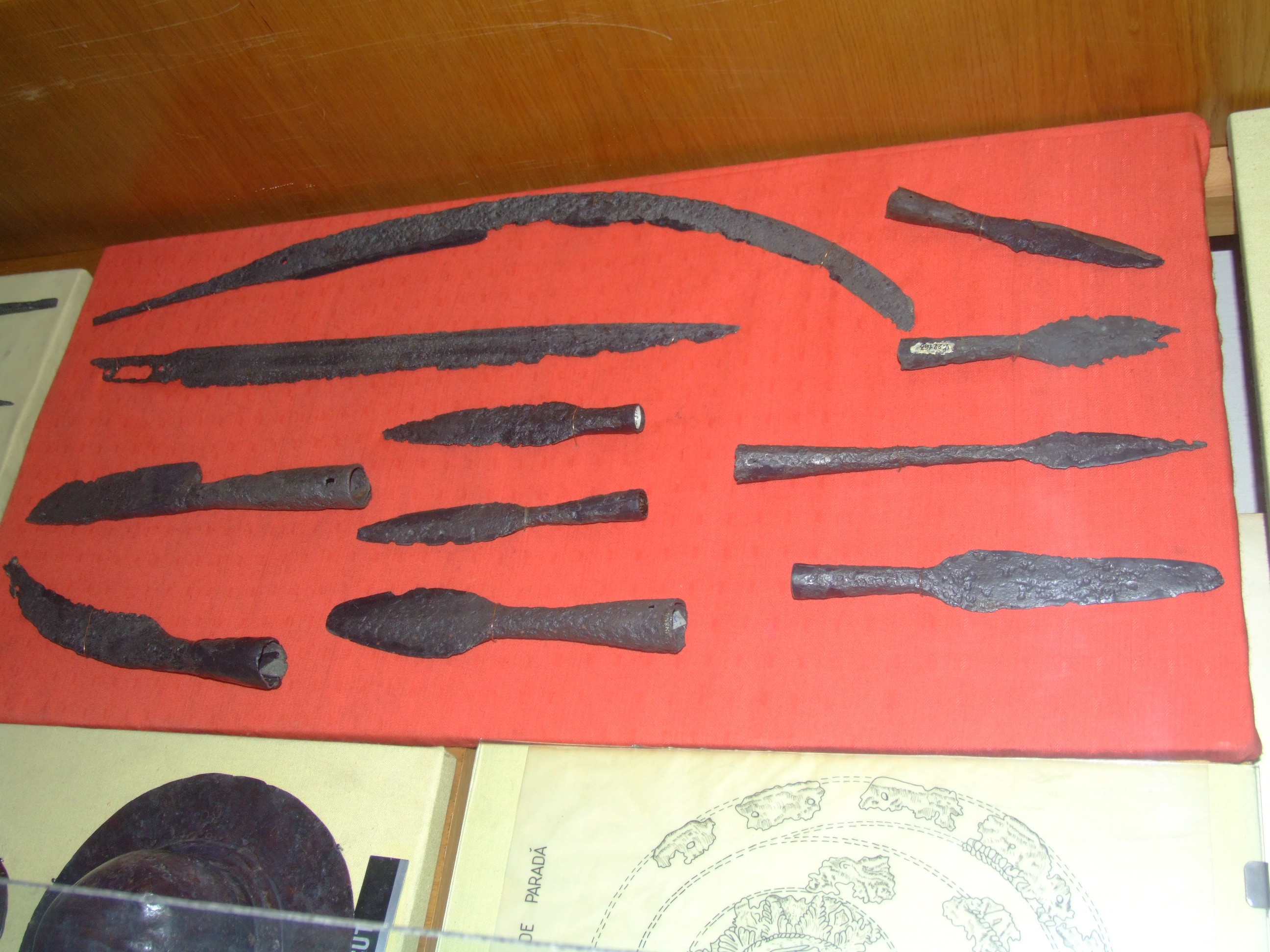
Arme Dacice, incluzând un falx (sus) expus în Muzeul Național de Istorie din Cluj-Napoca